# Kiezkieken
Kiezkieken (Eigenschreibweise kiezkieken) war ein Berliner Kurzfilmfestival, das (bis auf 2013) alle 2 Jahre von 2009 bis 2017 stattfand. Es stellte einzelne Berliner Stadtteile aus der Perspektive ihrer Bewohner multimedial vor und gewährte Einblick in die Stadtentwicklung. Dabei sollte der Austausch über die Bedürfnisse und Wünsche der Stadtbewohner gefördert werden. Veranstaltungsorte waren lokale Kultureinrichtungen.

## Geschichte

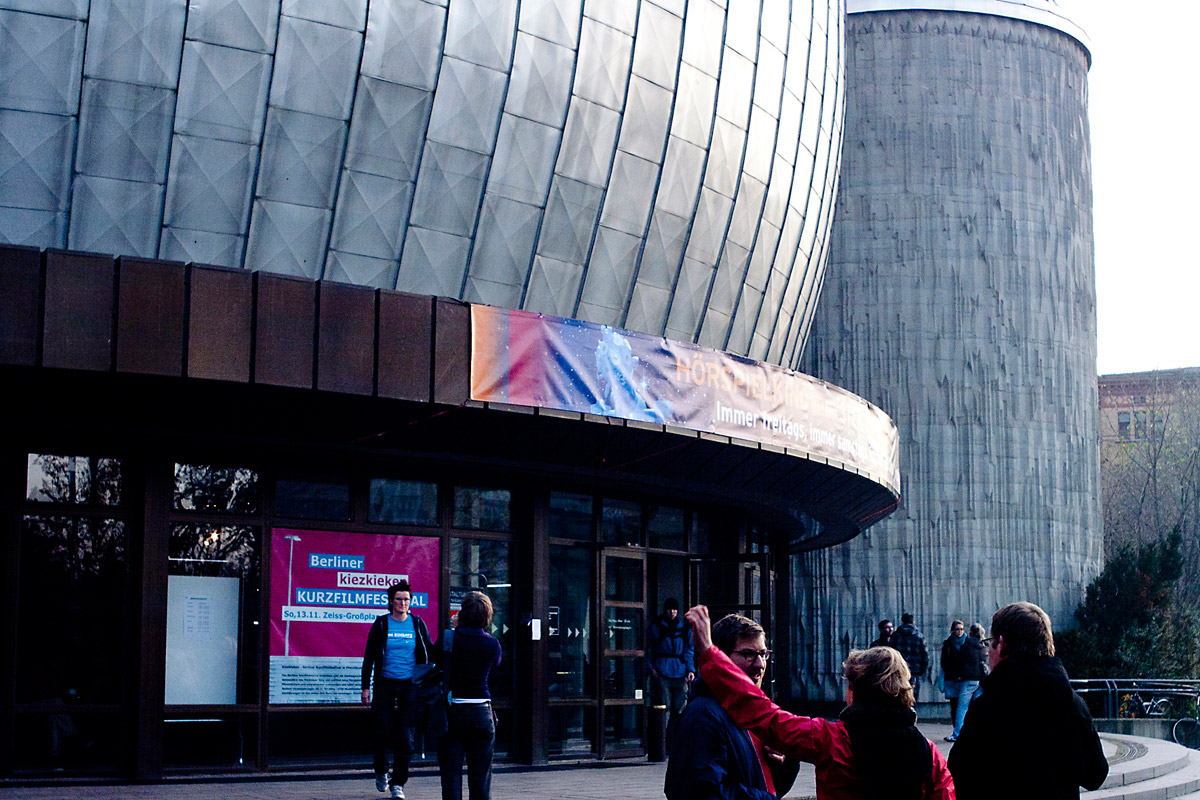
Das Zeiss Großplanetarium mit Werbung für kiezkieken

Die Kulturwissenschaftlerin und Künstlerin Eva Susanne Schmidhuber rief das Festival 2009 ins Leben. Das erste Festival behandelte das Kottbusser Tor, die Sonnenallee sowie das Gebiet um das Projekt Mediaspree.
2011 wurde das Festival in den Stadtteilen Wedding, Prenzlauer Berg und Marzahn in Veranstaltungsorten wie dem ATZE Musiktheater (Wedding), dem Zeiss Großplanetarium (Prenzlauer Berg), dem ORWOhaus (Marzahn) und der WABE (Abschlussveranstaltung) durchgeführt. Als Schirmherren konnte man die Bezirksbürgermeister Christian Hanke (Wedding), Matthias Köhne (Pankow) und Dagmar Pohle (Marzahn) gewinnen. Regisseur Hannes Stöhr – bekannt durch seine auf Berlin bezogenen Filme wie Berlin Calling – war Pate des Festivals.
2015 stand der Bezirk Friedrichshain-Kreuzberg im Fokus. Veranstaltungsort war unter anderem das Kino ZUKUNFT am Ostkreuz. Das Programm wurde durch historisches Filmmaterial aus dem geteilten Berlin ergänzt.
2017 fand das Festival eintägig auf der Insel Berlin unter dem Thema „Überfahrt“ statt. Die Beiträge dieses Jahres hatten den Stadtteil Lichtenberg und den Bezirk Treptow-Köpenick zum Thema.

## Programm und Zielsetzung

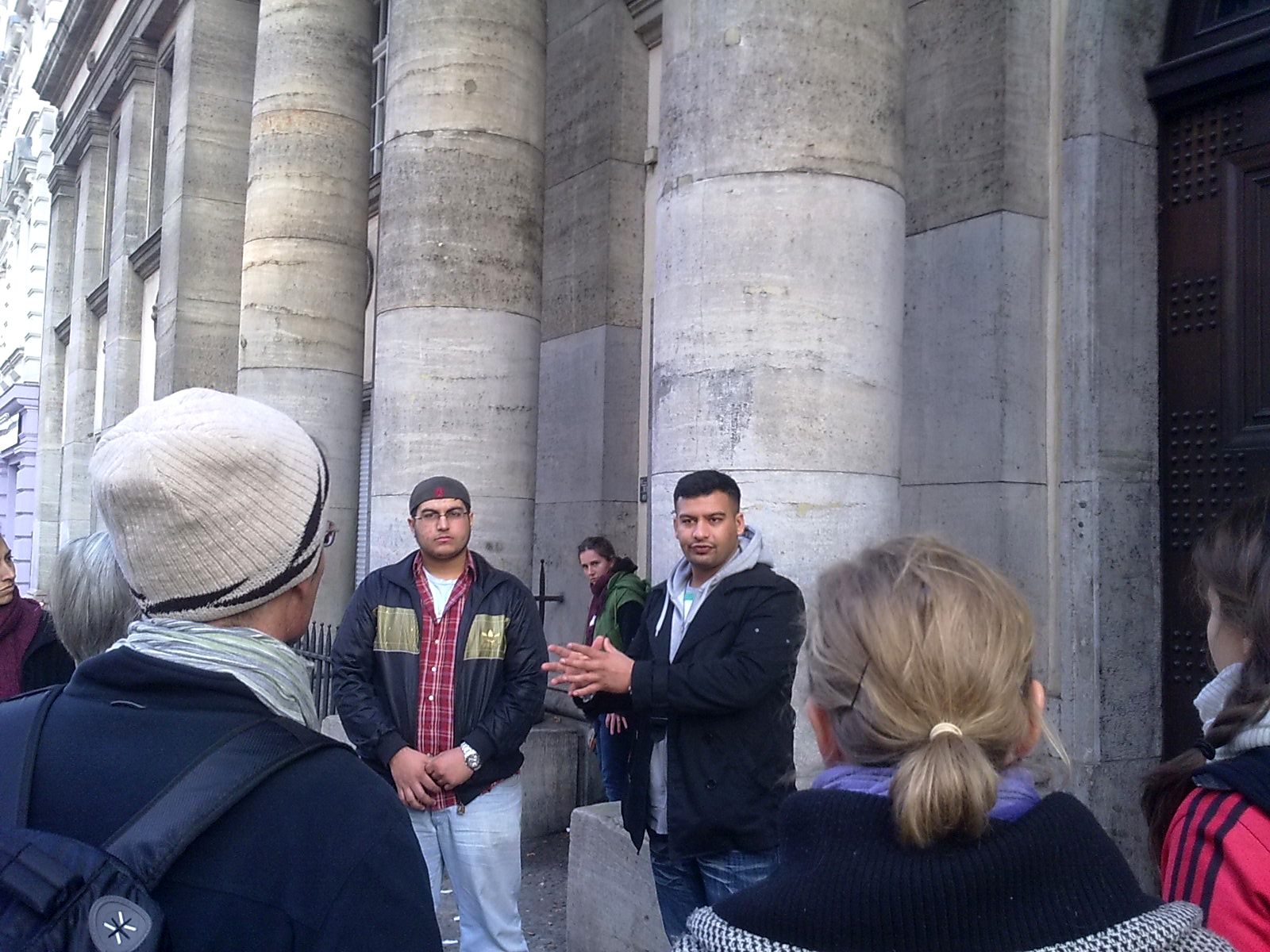
Kieztour „Rap und Religion“

Das Kurzfilmfestival umfasste Kieztouren, Videoinstallationen, Workshops, Diskussionen und einen Kurzfilmwettbewerb. Dabei wurde ein „Forum für offenen, kreativen und lebendigen Austausch über die urbanen Bedürfnisse und Wünsche der Stadtbewohner“ geboten.
Die Kieztouren sollten dazu einladen sich auf Erkundungstour durch die Stadt zu begeben. Sie vermittelten stadtgeschichtliches Wissen und gaben unter professioneller Begleitung Einblick in unbekannte Orte oder machten bekannte Orte unter neuen Gesichtspunkten erfahrbar. Videoinstallationen erfüllten die Veranstaltungsorte mit der Atmosphäre des Kiezes und machten dem Zuschauer die Stadtteilentwicklung multimedial zugänglich.
Durch die Auswahl wechselnder unterschiedlicher Berliner Ortsteile als Veranstaltungsort, wurden soziale Kontraste und urbane Entwicklungen gegenübergestellt, die auf der medialen Ebene des Filmfestivals veranschaulicht und später diskutiert wurden. Das Festival setzte an Punkten des täglichen Lebens an, um auf aktuelle gesellschaftliche Vorgänge zu reagieren und aktive Partizipation anzuregen. Der lokale Bezug machte gesellschaftliche Zusammenhänge am konkreten Beispiel fassbar.

## Verein
2010 wurde der gemeinnützige Verein kiezkieken Berliner Kurzfilmfestival e.V. gegründet, welcher nicht nur das Festival ausrichtete, sondern weiterhin mit verschiedenen kulturellen Initiativen der Ortsteile kooperiert. Als Mitglied der Festiwelt, eines Zusammenschlusses Berliner Filmfestivals, wirkt der Verein an der Langen Nacht der Filmfestivals mit.
Neben dem Festival veranstaltet der Verein regelmäßig Kunst-Workshops mit Fokus auf Empowerment bildungsbenachteiligter Kinder. Der Schwerpunkt liegt auf der künstlerischen Erforschung der direkten Umgebung mit spielerischen Methoden. 2017 organisierte kiezkieken die Ausstellung ZEITREISE im Rathaus Lichtenberg. Von April bis Juni 2022 war die partizipative Ausstellung Laboratorium Lichtenberg im Museum Lichtenberg zu sehen. Sie war Teil des Projekts GroßstadtDschungel, welches Kinder die Tier- und Pflanzenwelt von Berlin-Lichtenberg entdecken lässt.